# Parc national du Bic
Vous lisez un « bon article » labellisé en 2013.
Le parc national du Bic est un parc national du Québec (Canada) situé à 15 km à l'ouest de Rimouski. Le parc, qui a une superficie de 33,2 km2, comprend une section découpée de la côte de l'estuaire du Saint-Laurent comptant une douzaine de baies et un relief accidenté culminant au pic Champlain à 346 mètres d'altitude. On retrouve dans le parc le tiers des espèces de plantes vasculaires du Québec, dont plusieurs plantes subarctiques et alpines-arctiques. Pour ce qui est de la faune, il héberge la plus forte concentration de porc-épic d'Amérique de l'Amérique du Nord. Il est aussi un endroit propice pour l'observation du phoque commun, de l'eider à duvet et des rapaces.
L'occupation humaine a débuté il y a plus de 8 000 ans par les Amérindiens, comme en témoigne la présence d'une trentaine de sites archéologiques situés dans le parc. Le Bic a été colonisé par les Européens à partir du XIXe siècle et est marqué par l'exploitation forestière. Au début du XXe siècle, quelques fermes s'installent sur le territoire du parc ainsi que des chalets et une colonie de vacances. Le parc est officiellement créé en 1984. Il est visité par 175 000 personnes par année et il est géré par la société des établissements de plein air du Québec (SÉPAQ).

## Toponymie
Jacques Cartier nomme le havre « ysleaulx sainct Jehan » car il y est entré le jour célébrant la décollation de saint Jean-Baptiste (29 août). Lors de son exploration en 1603, Samuel de Champlain mouille dans le havre du Bic. Il donne alors la dénomination du « Pic » à ce qui est aujourd'hui appelé le pic Champlain,. Il utilise par contre le mot « Bic » en 1613 pour désigner ce massif rocheux. Par ailleurs, au XVIe siècle, le pilote Jean Alfonse donne au lieu le nom de « cap de Marbre ». Deux hypothèses expliquent l'utilisation de « Bic » : l'une veut qu'avec le temps, « Pic » soit devenu « Bic » par corruption lexicale. L'autre, selon l'ethnologue et botaniste Jacques Rousseau, voudrait plutôt que « Bic » ait pour origine « Bec » ou « Biec », désignant une pointe de terre ou un pic.
Le terme « Bic » est utilisé lors de la création de la seigneurie du Bic en 1675 et du bureau de poste en 1832. Les terres non-concédées entre cette seigneurie et la Seigneurie de Trois-Pistoles, et correspondant aux territoires de Saint-Simon et de Saint-Fabien, étaient connues sous le nom de « Long-Bic » ou « Bic aux Trois-Pistoles ». Ce territoire a ensuite été concédé sous le nom de seigneurie Nicolas-Rioux en avril 1751 avec comme limite orientale la baie du Ha! Ha!.

## Géographie

Carte de la région immédiate du parc national du Bic.

Le territoire du parc chevauche ceux de la ville de Rimouski et de la municipalité de Saint-Fabien. Il est situé au sud du fleuve Saint-Laurent à 15 km à l'ouest du centre-ville de Rimouski et à 285 km en aval de Québec. Le parc a une superficie de 33,2 km2, dont 14,4 km2 sont situés en milieu marin à marée haute ,,. Il couvre d'est en ouest 14,1 km, pour une largeur maximale de 4,64 km de l'extrémité du cap à l'Orignal jusqu'à la route 132 qui en longe la frontière sud. Il recoupe trois habitats fauniques, soit les aires de concentrations d'oiseaux aquatiques du Cap à l'Orignal (500 ha), du Havre du Bic (280 ha), et du Bic (631 ha),.
Le relief n'y est pas uniforme. Des échines orientées sud-ouest/nord-est, formées de schistes, de grès et de conglomérats ordoviciens, sont fortement redressées par les plissements appalachiens. Sur une distance de 13 km entre Saint-Fabien et Le Bic, les façades d'une douzaine de baies et d'anses donnent au parc 30 km de côtes,. Il est composé de plusieurs surplombs variant entre 20 et 120 m qui culminent avec le pic Champlain à 346 m. De nombreuses îles sont situées le long du littoral, mais la plus grande, l'île aux Amours, ne fait que 10 ha.
À la hauteur du Bic, l'estuaire du Saint-Laurent a une largeur de 34 km. La salinité de l'eau varie de 18 g de sel par kilogramme d'eau sur l'estran à marée haute et peut atteindre 23 g/kg au large, en surface. Le parc compte un seul cours d'eau d'importance, la rivière du Sud-Ouest, qui prend son origine dans les contreforts des Appalaches et a son embouchure dans le havre du Bic. On y trouve également un lac en fin de vie, le lac à Crapauds, dans lequel l'accumulation de matière organique contribue à son eutrophisation par désoxygénation.

### Géologie

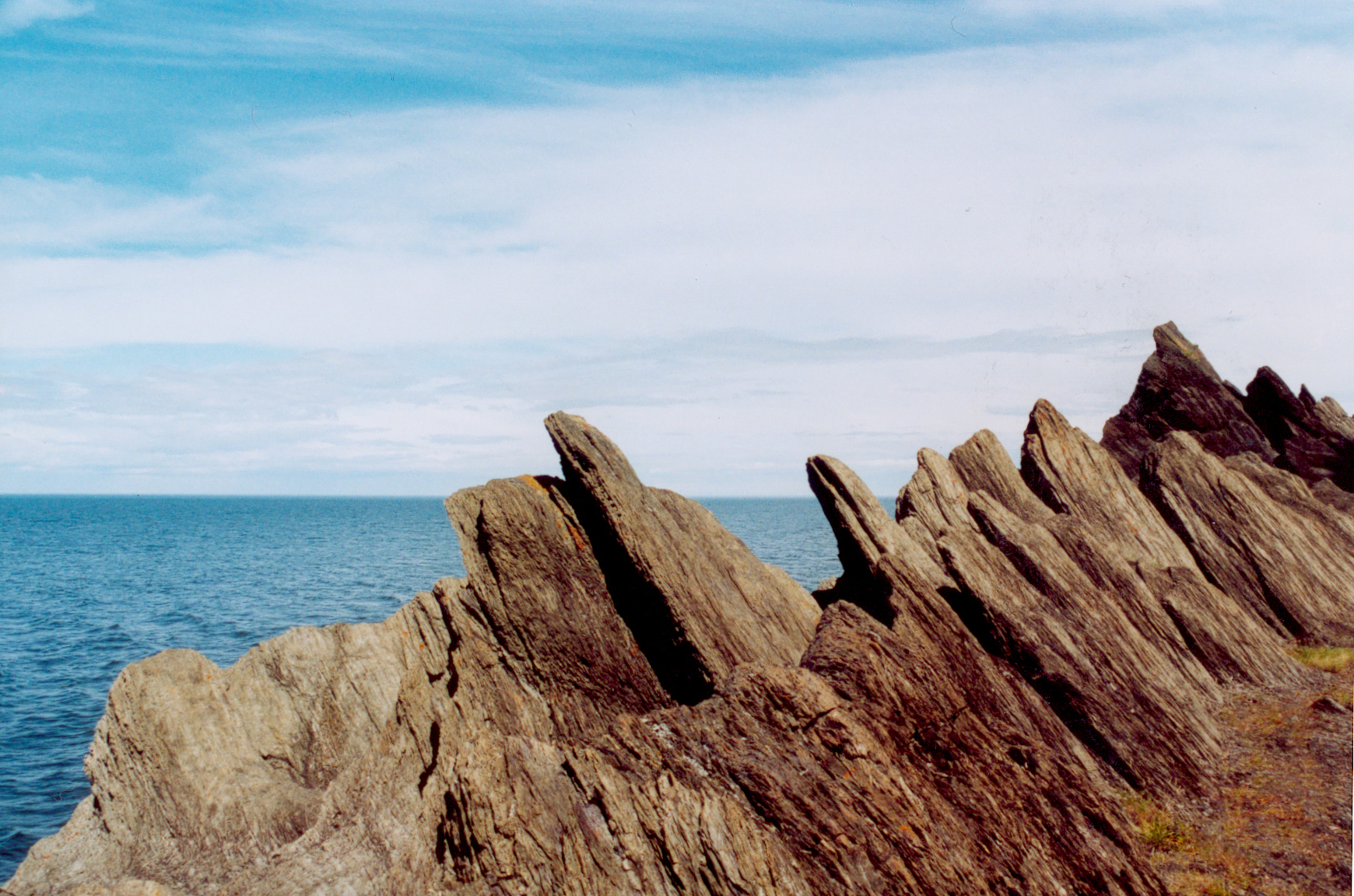
Formations près du fleuve Saint-Laurent au cap à l'Orignal.

Le relief du parc national du Bic est tourmenté, comprenant des cabourons (petites collines), crêtes, caps, falaises, anses, baies et ilots, comparativement au relief doux et en terrasse de la région environnante de la rive sud du Saint-Laurent.
Des sédiments déposés sur le fond de l'océan Iapétus et soulevés par les mouvements tectoniques ont formé le schiste argileux, le grès et des conglomérats présents dans la région du Bic, datant du Cambrien supérieur, soit il y a environ entre 497 à 485,4 millions d'années,,. Ces derniers sont alignés vers le nord-ouest. Lors de la dernière glaciation, il y a 73 000 ans, la région du Bic était couverte par 1 000 m de glace, sous le poids de laquelle s'est enfoncée cette partie du continent. La glace s'est retirée il y a environ 14 000 ans. La calotte glaciaire résiduelle s'est alors déversée vers le nord, coupant les crêtes à de multiples endroits. Le niveau de la mer de Goldthwait était à une altitude de 155 m par rapport au niveau actuel. Le relèvement de la croûte terrestre s'est ensuite fait par étapes. On retrouve d'ailleurs dans le parc des plages soulevées au niveau des anciennes périodes de stabilité. L'inlandsis et la transgression marines ont aussi laissé plusieurs autres témoignages de leur passage, comme des terrasses marines, des blocs erratiques et même les tourbières qui se sont formées dans les dépressions mal drainées.
L'évolution actuelle du paysage est marqué par l'action de l'estuaire du Saint-Laurent et par le climat. Les falaises subissent l'action des vagues qui raclent et qui dissolvent le calcaire. Les débris sont alors charriés par le courant ou la glace jusqu'à un endroit où le courant est plus faible où ils se déposent pour former des tombolos, des plages et des queues de comète.
La richesses des formes de terrains en fait un laboratoire de géomorphologie. Le géographe Pierre Deffontaines a d'ailleurs qualifié les lieux d'« exemples créés par Dieu pour les étudiants de géographie ».

### Climat
La réserve a un climat de catégorie subpolaire subhumide continental. Il est fortement influencé par l'estuaire du Saint-Laurent, qui a une largeur variant de 30 à 50 km à la hauteur de Rimouski. L'estuaire joue un rôle stabilisateur donnant au parc des hivers plus doux et des étés moins chauds qu'à l'intérieur des terres. La température moyenne de Rimouski est de −11,7 °C en janvier et de 18,2 °C en juillet. La ville reçoit en moyenne 642 mm de pluie et 271,7 cm de neige par année. Le territoire connait une période de 262 jours sans gel. La température de l'eau des baies et des anses du parc varie entre 10 et 15 °C, contre moins de 4,5 °C au centre du fleuve.
| Mois                              | jan.  | fév.  | mars | avril | mai  | juin | jui. | août | sep. | oct. | nov. | déc.  | année |
| --------------------------------- | ----- | ----- | ---- | ----- | ---- | ---- | ---- | ---- | ---- | ---- | ---- | ----- | ----- |
| Température minimale moyenne (°C) | −15,7 | −14,2 | −8,3 | −1,2  | 4,7  | 10,2 | 13,1 | 12,1 | 7,7  | 2,7  | −3,2 | −11,2 | −0,3  |
| Température moyenne (°C)          | −11,7 | −10,1 | −4,2 | 2,7   | 9,7  | 15,4 | 18,2 | 16,9 | 12   | 6,1  | −0,3 | −7,7  | 3,9   |
| Température maximale moyenne (°C) | −7,5  | −6    | −0,2 | 6,6   | 14,6 | 20,7 | 23,2 | 21,7 | 16,2 | 9,5  | 2,5  | −4,1  | 8,1   |
| Précipitations (mm)               | 68,4  | 58,1  | 64,1 | 65,7  | 83,5 | 79,2 | 88,8 | 86   | 80,5 | 84,5 | 73,8 | 82,4  | 915   |
| dont neige (cm)                   | 58,8  | 50,4  | 43,2 | 20    | 1    | 0    | 0    | 0    | 0    | 2,6  | 29,3 | 66,4  | 271,7 |

## Milieu naturel
Selon la Commission de coopération environnementale, le parc est situé dans l'écorégion de niveau III des Appalaches du Nord et des plateaux des Maritimes des forêts septentrionales,. Le cadre écologique canadien inclut le parc dans l'écorégion des Appalaches. Son climat se caractérise par des étés chauds et des hivers neigeux et froids. Sa végétation est composée d'une forêt mixte dominée par l'érable à sucre, le hêtre à grandes feuilles et le bouleau jaune dans les régions plus élevées et par la pruche du Canada, le pin blanc, le sapin baumier et l'épinette blanche dans les sections plus basses. Finalement, selon le classement du Fonds mondial pour la nature, elle est située dans l'écorégion des forêts de la Nouvelle-Angleterre et de l'Acadie. Le parc national du Bic, de par ses nombreuses études depuis le début du XXe siècle, est considéré comme étant le plus étudié du réseau de parcs nationaux du Québec.

### Flore

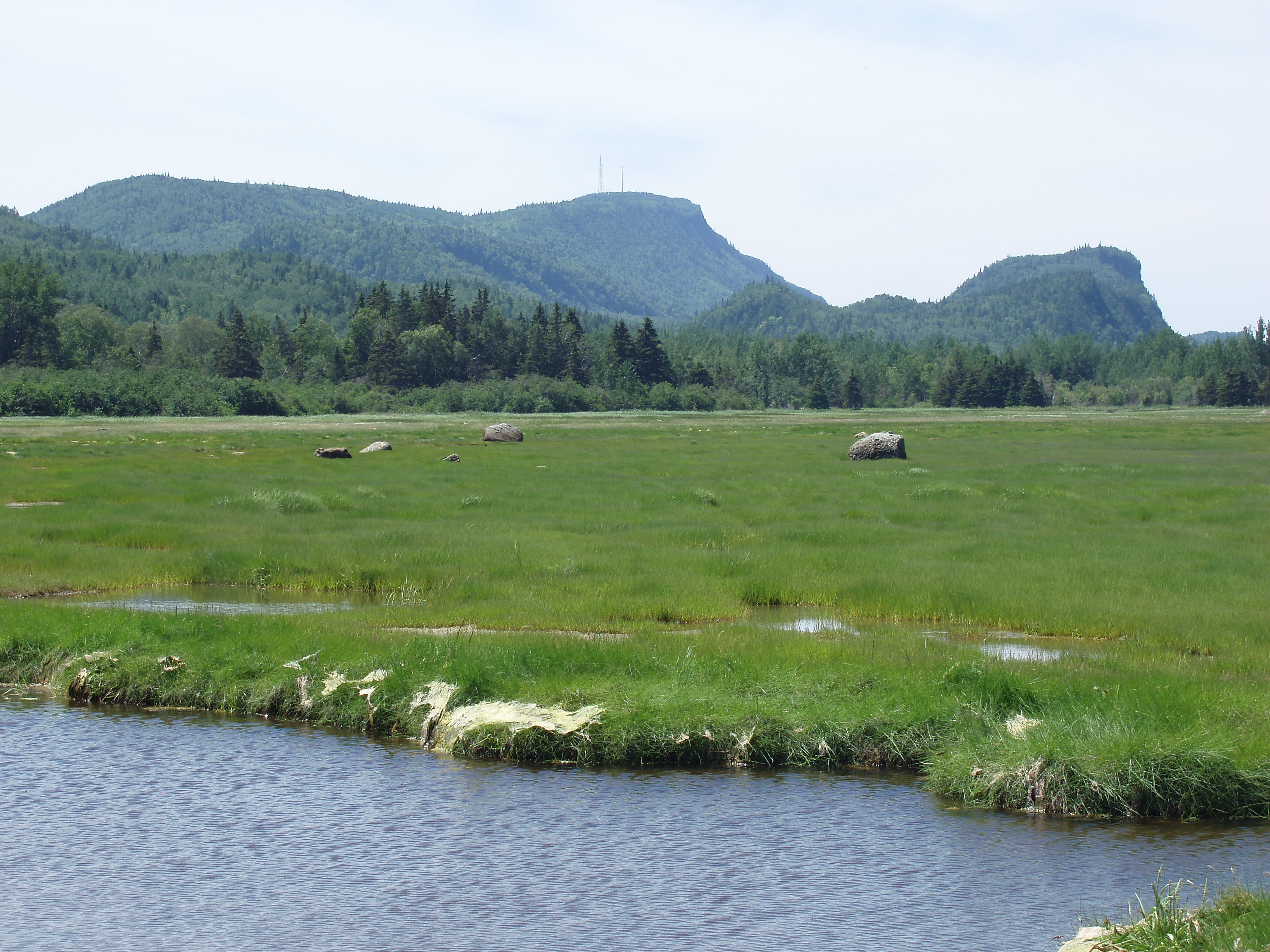
Pic Champlain vu du nord-est à partir du marais de la pointe aux Épinettes

On retrouve dans le parc environ 700 espèces de plantes vasculaires, soit environ le tiers des espèces du Québec,. Cette flore diversifiée est favorisée par la présence de nombreux milieux distincts : les falaises soumises aux vents et aux embruns sont propices aux plantes subarctiques et alpines-arctiques ; les abords sablonneux des baies permettent la pousse des rosiers sauvages, comptant deux espèces uniques en région ; les marais salés à spartine, la tourbière, les différents types de forêt, la rivière Sud-Ouest ou le lac à Crapauds. De ses plantes, 16 sont susceptibles d'être désignées menacées ou vulnérables. Ces taxons sont l'adlumie fongueuse (Adlumia fungosa), la bermudienne à feuilles étroites (Sisyrinchium angustifolium), le botryche du Michigan (Botrychium michiganense), le botryche pâle (Botrychium pallidum), le botryche à segments spatulés (Botrychium spathulatum), le carex folliculé (Carex folliculata), la corydale dorée (Corydalis aurea subsp. aurea), le cypripède royal (Cypripedium reginae), le chalef argenté (Elaeagnus commutata), la drave dorée (Draba aurea), la matteuccie fougère-à-l'autruche (Matteuccia struthiopteris), l'orchis à feuille ronde (Galearis rotundifolia), le polystic faux-lonchitis (Polystichum lonchitis), la sagine noueuse (Sagina nodosa subsp. nodosa), la vergerette à feuilles segmentées (Erigeron compositus) et la woodsie de Cathcart (Woodsia oregana subsp. cathcartiana). 
Le parc est situé dans la zone de transition entre la forêt boréale et la forêt mixte ; les terres sont sous couvert forestier à environ 80 %. On retrouve à la base du pic Champlain une érablière, quant au sommet de la même montagne, il est dominé par le sapin baumier (Abies balsamea) et l'épinette blanche (Picea glauca). Le parc comprend sept écosystèmes forestiers exceptionnels inventoriés par le ministère des Ressources naturelles. Parmi ceux-ci, on retrouve une pessière blanche à lichens située sur le tombolo du cap Enragé, une sapinière à thuyas et à épinettes blanches sur le pic Champlain, une chênaie de chênes rouges sur le flanc sud de la Citadelle et une pinède grise (Pinus banksiana) au sud de la baie du Ha! Ha!. Le littoral qui est balayé par le vent comprend quelques plantes résistantes, comme l'épinette blanche, le sapin baumier, le thuya occidental (Thuja occidentalis), le bouleau à papier (Betula papyrifera), les aulnes (Alnus sp.) et les genévriers (Juniperus sp.).
Le parc comprend quelques champs, dont certains sont encore en exploitation alors que d'autres restent en friche. Le tombolo du cap Enragé comprend un bel exemple de friche où poussent l'épinette blanche et une grande variété de plantes. Le retrait de la mer de Goldthwait, il y a 12 000 ans, a laissé quelques tourbières à sphaigne qui comprennent quelques plantes carnivores, dont la sarracénie pourpre (Sarracenia purpurea). On y retrouve aussi du thé du Labrador (Rhododendron groenlandicum), le gaillet du Labrador (Galium labradoricum), et le bouleau nain (Betula pumila var. pumila). Le parc comprend trois marais salés, soit un près de la pointe aux Épinettes, un près de l'île aux Amours et le dernier à l'embouchure de la rivière du Sud-Ouest. Les zones les plus éloignées de l'eau sont dominées par le jonc de la Baltique (Juncus balticus), le carex (Carex sp.) et le scirpe maritime (Bolboschoenus maritimus subsp. maritimus). Les zones les plus basses sont colonisées par la spartine alterniflore (Spartina alterniflora) et le fucus (Fucus sp.).
Le littoral comprend une vingtaine d'espèces d'algues vertes, une autre vingtaine d'algues rouges et une trentaine d'espèces d'algues brunes. Sous la laisse de basse mer, on retrouve la mousse d'Irlande (Chondrus crispus). L'estran est quant à lui colonisé par l'ascophylle noueuse (Ascophyllum nodosum), le fucus bifide (Fucus distichus), le fucus vésiculeux (Fucus vesiculosus). On y trouve aussi des amas d'algues échouées, comme la laminaire à long stipe (Saccharina longicruris), la main-de-mer palmée (Palmaria palmata) et la laminaire criblée (Agarum clathratum). Dans la zone en deçà des hautes marées, on retrouve plusieurs plantes halophiles, comme le séneçon faux-arnica (Senecio pseudo-arnica).
Malgré sa petite taille, le parc protège bien sa flore indigène, n'ayant perdu que 34 taxons depuis sa création, ce qui est beaucoup mieux que des parcs de tailles similaires en milieux urbains comme à Boston ou New York. Il ne protège pas cependant l'introduction de nouvelles espèces, dont le pourcentage d'espèces exotiques est passé de 16 à 25 % depuis la création du parc.

### Faune

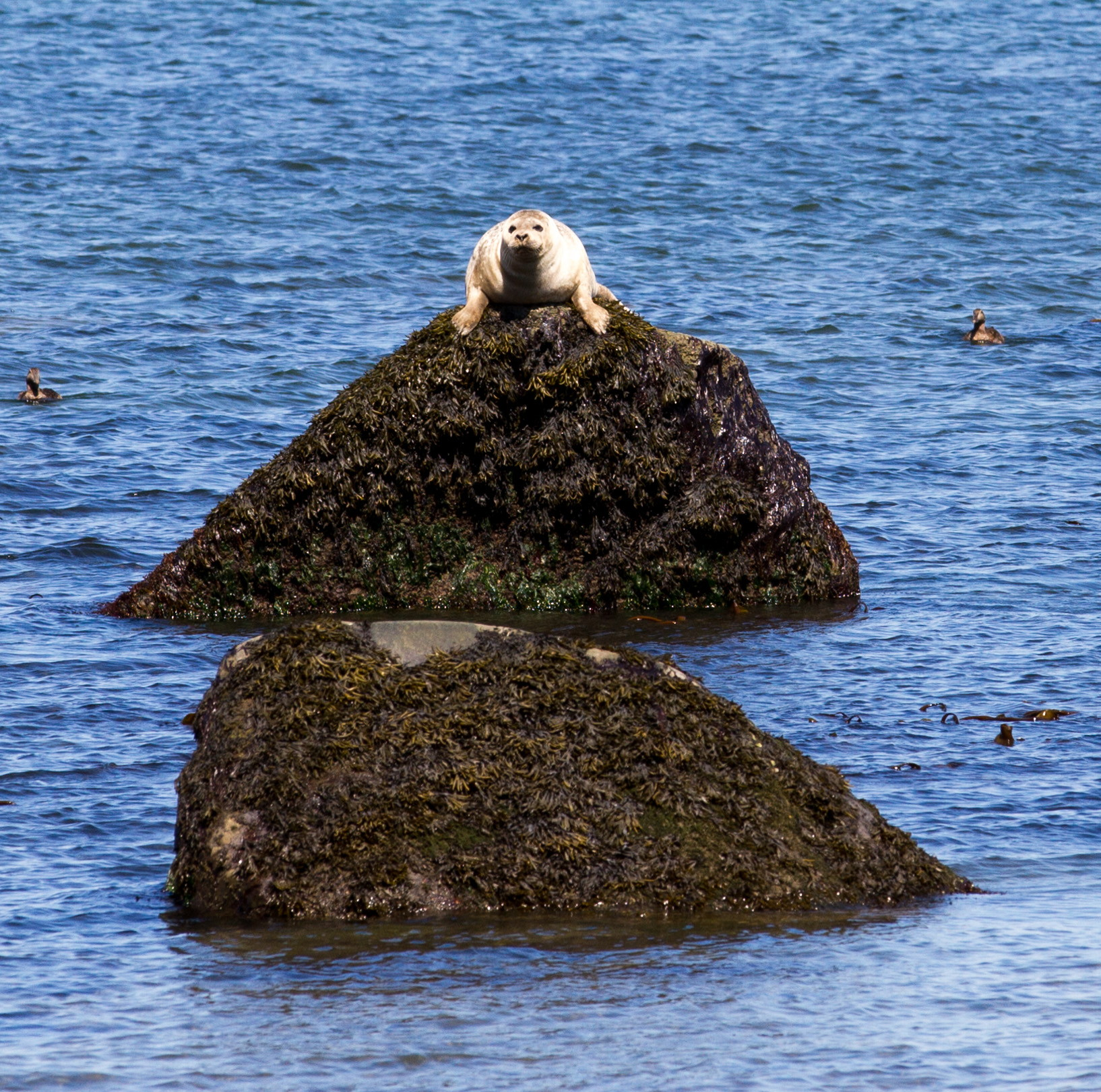
Un phoque commun au repos au parc du Bic.

Le parc national abrite une faune variée. Il est fréquenté par une quinzaine d'espèces de mammifères, 226 espèces d'oiseaux, 16 espèces de reptiles et d'amphibiens et une cinquantaine d'espèces de poissons,,. Le parc a l'une des plus fortes densités de porc-épic d'Amérique et d'eider à duvet du continent.

#### Milieux aquatiques
L'estran rocheux accueille la littorine (Littorina sp.) et les gammares dans les cuvettes restant remplies d'eau à marée basse. Cette zone intertidale sert de garde-manger aux oiseaux aquatiques qui la fréquentent, tels le bécasseau minuscule (Calidris minutilla), des pluviers, le petit chevalier (Tringa flavipes), le grand chevalier (Tringa melanoleuca) et autres échassiers, des hérons, des mouettes et goélands.
Le capelan (Mallotus villosus) fraie par milliers sur les plages à la brunante du mois de mai à juillet. Les eaux du parc servent aussi d'aire d'estivage au poulamon atlantique (Microgadus tomcod). On y retrouve aussi plusieurs invertébrés, comme la mye commune (Mya arenaria), la moule bleue (Mytilus edulis), les tellines (Macoma sp.) et les oursins. Les oursins et les moules bleues sont à la base de l'alimentation de l'eider à duvet. L'éperlan arc-en-ciel (Osmerus mordax) anadrome et l'anguille d'Amérique sont des deux espèces du parc considéré en péril.
De nombreuses espèces d'oiseaux aquatiques profitent des marais salés et des mares et marelles tels le canard noir (Anas rubripes), le canard pilet (Anas acuta), le canard colvert (Anas platyrhynchos) ou la sarcelle à ailes vertes (Anas carolinensis). C'est également un milieu de vie pour les oiseaux aquatiques de passage lors de leur migration comme la bernache du Canada (Branta canadensis), la bernache cravant (Branta bernicla) et l'oie des neiges (Chen caerulescens). L'eider à duvet (Somateria mollissima) est très présent, le parc bénéficiant de la proximité de la colonie de l'île Bicquette, la plus importante de l'estuaire du Saint-Laurent, comptant près de 10 000 couples,. L'arlequin plongeur (Histrionicus histrionicus), le garrot d'Islande (Bucephala islandica) et le grèbe esclavon (Podiceps auritus) sont trois espèces d'oiseaux fréquentant le parc considérés en péril.
Deux espèces de phoques visitent le parc, soit le phoque commun (Phoca vitulina) et le phoque gris (Halichoerus grypus). On les retrouve également au cap à l'Orignal, sur les récifs de l'anse à l'Orignal et de l'anse aux Pilotes. Il y a aussi des sites d'échoueries (lieux de repos et de reproduction) à la pointe aux Épinettes et à l'anse aux Bouleaux Ouest. Il y a environ 150 phoques communs et une cinquantaine de phoques gris dans les eaux et la région environnante du parc,. On peut aussi y observer à l'occasion le phoque du Groenland (Pagophilus groenlandicus), le béluga (Delphinapterus leucas) et le petit rorqual (Balaenoptera acutorostrata). Seul le béluga est considéré en péril.
La rivière du Sud-Ouest est quant à elle fréquentée par le saumon atlantique (Salmo salar) et l'anguille d'Amérique (Anguilla rostrata).

#### Milieux terrestres

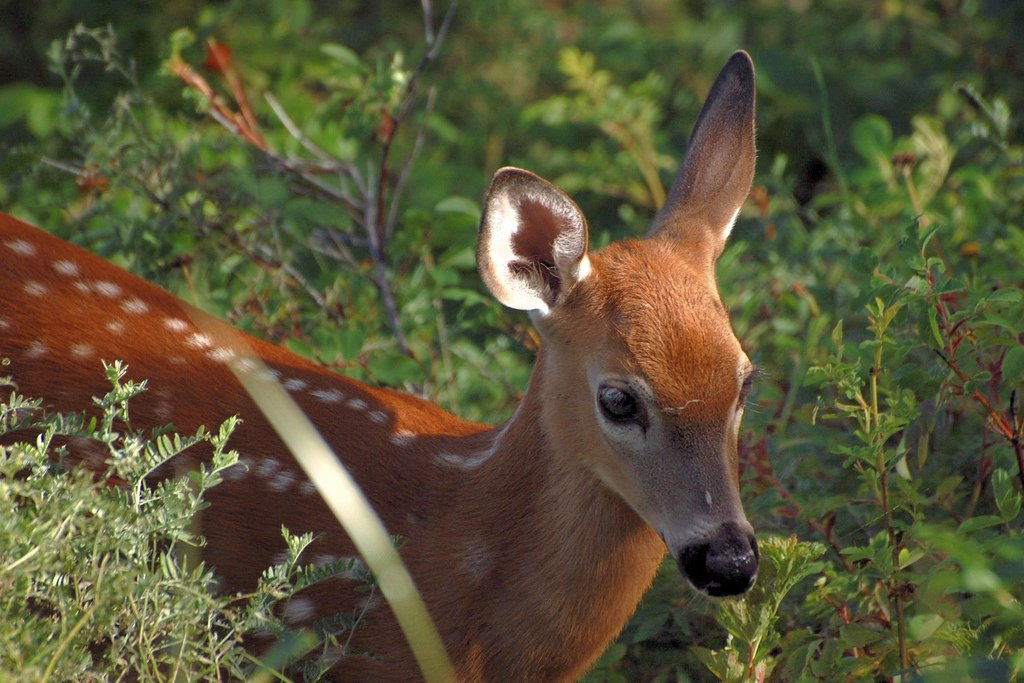
Un faon de cerf de Virginie au parc.

Les deux ongulés que l'on observe dans le parc sont le cerf de Virginie (Odocoileus virginianus) et l'orignal (Alces americanus). Les carnivores qui fréquentent le territoire sont le lynx du Canada (Lynx canadensis), le lynx roux (Lynx rufus), la mouffette rayée (Mephitis mephitis), le vison d'Amérique (Neovison vison), le pékan (Martes pennanti), la loutre de rivière (Lontra canadensis), le raton laveur (Procyon lotor), l'ours noir (Ursus americanus), le renard roux (Vulpes vulpes) et le coyote (Canis latrans). Les petits mammifères du parc sont la musaraigne cendrée (Sorex cinereus), le condylure à nez étoilé (Condylura cristata), le lièvre d'Amérique (Lepus americanus), l'écureuil roux (Tamiasciurus hudsonicus), le grand polatouche (Glaucomys sabrinus), la marmotte commune (Marmota monax), le tamia rayé (Tamias striatus), le castor du Canada (Castor canadensis), le campagnol à dos roux de Gapper (Myodes gapperi), le campagnol des champs (Microtus pennsylvanicus), le rat musqué (Ondatra zibethicus), la souris sylvestre (Peromyscus maniculatus) et le porc-épic d'Amérique (Erethizon dorsatum). Elle est finalement visitée par deux chiroptères, la chauve-souris rousse (Lasiurus borealis) et la grande chauve-souris brune (Eptesicus fuscus) .
Le parc compte la plus forte concentration de porc-épic d'Amérique en Amérique du Nord ; celle-ci approche les quarante individus au kilomètre carré, mais cette population varie selon un cycle de 11 ans. Elle est aussi en déclin à la suite de l'arrivée du pékan, dont la morphologie est bien adaptée pour la chasse au porc-épic. Parmi les espèces de mammifères terrestres, seule la chauve-souris rousse est susceptible d'être désignée menacée ou vulnérable.

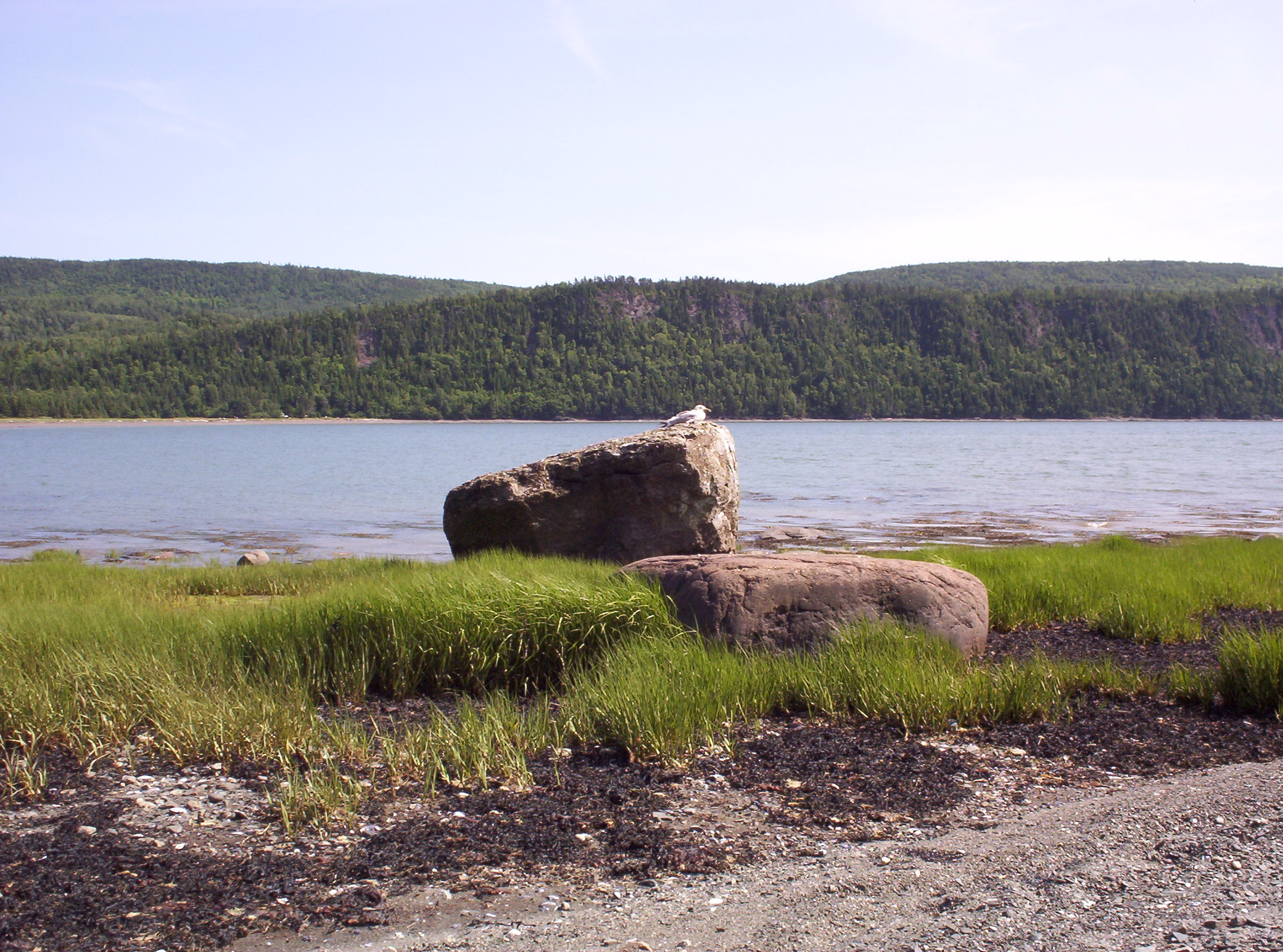
Goéland veillant sur la baie du Ha! Ha!

Le parc du Bic accueille d'importants contingents de rapaces migrateurs de mars à juin, en particulier dans le secteur de la falaise des Murailles. Il est entre autres un bon lieu d'observation du pygargue à tête blanche (Haliaeetus leucocephalus) et du faucon émerillon (Falco columbarius). Le faucon pèlerin (Falco peregrinus) a été réintroduit avec succès dans le parc à la fin des années 1980. À partir du belvédère Raoul-Roy, il est possible d'observer la plupart des oiseaux de proie présents au Québec durant leurs migrations. La buse à queue rousse (Buteo jamaicensis) et l'épervier brun (Accipiter striatus) sont les espèces les plus courantes. Le belvédère est aussi considéré comme étant le meilleur endroit pour observer l'aigle royal (Aquila chrysaetos) au Québec. Il comprend plusieurs oiseaux en péril, soit le pygargue à tête blanche, l'aigle royal, le faucon pèlerin, le hibou des marais (Asio flammeus), la pie-grièche migratrice (Lanius ludovicianus) et le bruant de Nelson (Ammodramus nelsoni).
Les trois espèces de squamates du parc sont la couleuvre rayée (Thamnophis sirtalis), la couleuvre à ventre rouge (Storeria occipitomaculata) et la couleuvre à collier (Diadophis punctatus). Les urodèles du parc sont la salamandre maculée (Ambystoma maculatum), la salamandre à points bleus (Ambystoma laterale), la salamandre à deux lignes (Eurycea bislineata) et la salamandre cendrée (Plethodon cinereus). Les anoures qui fréquentent le Bic sont le crapaud d'Amérique (Anaxyrus americanus), la rainette crucifère (Pseudacris crucifer), la grenouille des bois (Lithobates sylvaticus), la grenouille léopard (Lithobates pipiens), la grenouille verte (Lithobates clamitans) et la grenouille du Nord (Lithobates septentrionalis). Seule la couleuvre à collier est considérée en péril.

## Histoire

### Protohistoire
Les premières traces de l'occupation humaine du territoire du Bic datent d'il y a 8 000 à 9 000 ans, alors que le niveau de la mer était 155 m plus haut que celui d'aujourd'hui,. Le retrait progressif des glaciers a permis les premières incursions dans la région du Bic en provenance de régions plus au sud. Le Bic était un site de passage pour des groupes de Paléoindiens qui voyageaient le long de la vallée du Saint-Laurent ; les outils de pierre en chert, retrouvés sur un site du Bic près de l'embouchure de la rivière du Sud-Ouest, provenaient de la côte nord de la Gaspésie et le même type d'éléments a été trouvé jusque dans la région de l'archipel des Mille-Îles, à plusieurs centaines de kilomètres. Le site était stratégique, au croisement des points de repère que sont le Pic Champlain et l'Île Bicquette, utilisés pour se situer lors de la traversée du fleuve, et de l'entrée vers l'intérieur des terres qu'est la rivière du Sud-Ouest.
Au cours de la période Archaïque (entre 8 000  et   2 500 ans avant aujourd'hui), les résidents vivaient d'une gamme plus variée de gibiers et poissons, mais ne connaissaient pas la poterie. À partir d'il y a 2000 ans, la région devint de plus en plus fréquentée. Les recherches archéologiques indiquent que Le Bic était habité par des populations nomades qui effectuaient des échanges avec des populations éloignées. Au moment du contact avec les Européens, Le Bic était visité régulièrement par les Montagnais, le territoire semblait être une halte pour ceux qui voyageaient sur le fleuve. Une trentaine de sites archéologiques associés aux Amérindiens ont été identifiés dans les limites du parcs. Parmi ceux-ci, quatre sites ont été fouillés plus avant par les archéologues ; ces fouilles ont révélé la présence d'une ancienne habitation d'environ 4,4 mètres par 7 mètres, accompagnée de foyers où furent trouvés des restes de poteries, ainsi que des fragments alimentaires de phoque et de castor, révélant la présence d'une quinzaine de personnes vers 1300 avant notre ère. Les lieux recelaient également des outils de pierre servant au travail du bois et des peaux ainsi qu'à la confection de harpons, lances et flèches. Les sites plus récents mais datant de la période précédant la colonisation européenne, montrent la présence à la fois de la nation algonquienne des Montagnais ainsi que d'Iroquoiens du Saint-Laurent.

### DuXVIIeauXIXesiècle
Le havre du Bic est un lieu de mouillage naturel qui a été exploré par les premiers explorateurs français, dont Jacques Cartier qui a visité la baie le 29 août 1535. Il a été concédé à la colonisation par les créations de la seigneurie du Bic en 1675 et la seigneurie Nicolas-Rioux en 1751. Le premier seigneur du Bic est Charles Denys de Vitré. Celui-ci prend entente en 1686 avec le premier résident des lieux, Jean Gaignon, qui s'y établit vers 1680, afin qu'il y demeure pour 20 ans « à moitié de profit » pour ses activités de traite des fourrures et autres. Gaignon meurt en 1699 et la seigneurie est sans activité jusqu'en 1750. Durant cette période, le territoire passe entre les mains de plusieurs seigneurs, qui sont plus intéressés par la spéculation, la pêche et la traite des fourrures que par l'établissement des colons et l'agriculture.
Le premier gouverneur britannique de la Province de Québec, James Murray, fait établir une station de pilotes maritimes à l'île du Bic en 1762. Bien que la station était sur l'île, les pilotes se sont établis plutôt sur la terre ferme, au cap à l'Orignal et à la pointe du Vieux-Bic. Ils y restent avec leurs familles jusqu'à son transfert de la station à Pointe-au-Père en 1905.
Ce n'est cependant qu'après la construction du chemin royal jusqu'à Sainte-Luce et l'acquisition en 1822 de la seigneurie par son premier seigneur résident, Archibald Campbell, que les premiers colons s'installent au Bic et à Saint-Fabien,. Campbell construit un moulin à farine, profitant de la puissance hydraulique de la chute de la rivière du Bic. La construction d'une scierie dans les mêmes années attire les colons et fit croitre rapidement la population du Bic. C'est avec l'abolition du régime seigneurial en 1855 que les municipalités du Bic et de Saint-Fabien sont créées. Le reste du XIXe siècle est surtout marqué par l'exploitation forestière. La construction du chemin de fer Intercolonial en 1873 facilite l'accès au territoire et fait en sorte que des stations balnéaires s'installent à Saint-Fabien, Le Bic et Métis-sur-Mer.

### À partir duXXesiècle

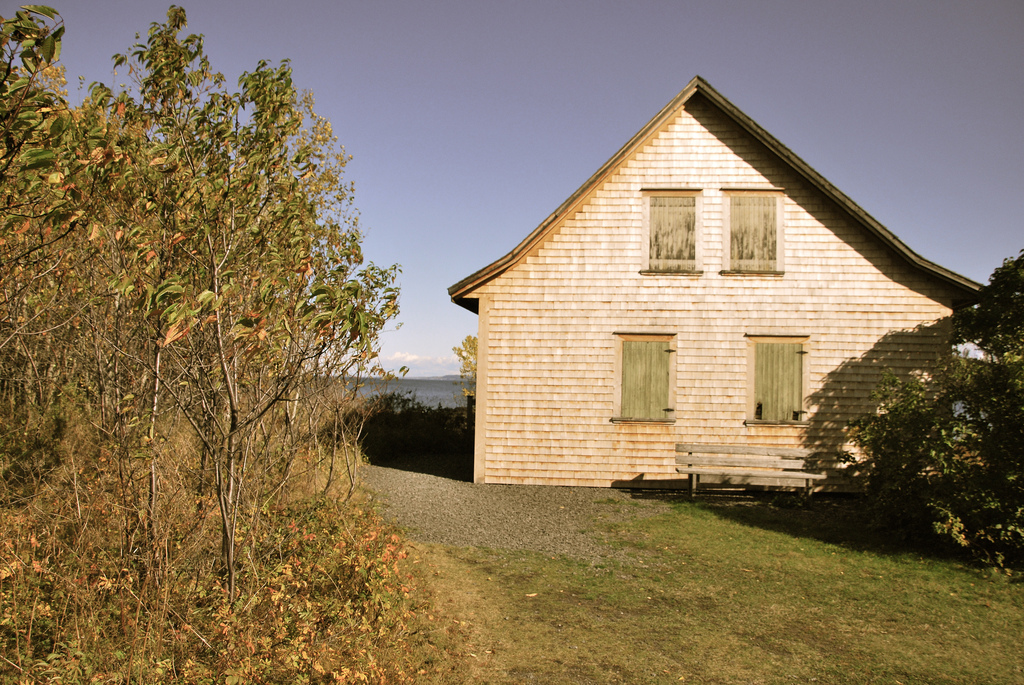
Un des chalets préservés du parc.

Au tournant du XXe siècle, l'agriculture devient plus importante. Les familles Dumas, Michaud, Rioux et Doucet établissent chacune une ferme dans le parc et vivent de l'élevage d'animaux de ferme, de la coupe de bois, de la chasse aux phoques et de la pêche au filet ou à la fascine. Les bâtiments de la ferme Rioux ont d'ailleurs été préservés pour marquer cette époque.
Le Bic est visité une première fois par le botaniste américain Merritt Lyndon Fernald en 1904. Fasciné par la présence de multiples plantes rares dans les falaises, il y retourne à de nombreuses reprises, dont son voyage de noces en 1907, où il escalade les falaises en compagnie de sa femme, scandalisant la population locale. Le territoire sera ensuite visité par les botanistes Jacques Rousseau dans les années 1920 et 1930 et Homer Scoggan dans les années 1930 et 1940. Ce dernier, qui avait un chalet près de la baie du Ha! ha! publia The Flora of Bic and the Gaspé Peninsula, Quebec, contribuant à accroître les connaissances sur la flore du parc. Le Bic devient aussi un lieu de villégiature prisé pour les Américains et les Canadiens anglais fortunés. Six de ces chalets ont été conservés. Le chalet Plasse est le seul à avoir été conservé dans le secteur du cap Enragé. Le secteur du cap à l'Orignal comprend quant à lui cinq chalets. Le chalet Desjardins est construit dans les années 1920 par Harry Wilson, l'un des fondateurs du golf du Bic. Le chalet Wooton est l'ancienne résidence familiale de François-Régis Michaud. La famille Michaud a vendu le chalet à Walter Lyman un agent d'assurance de Montréal qui démembra le lot et a offert la maison à son beau-frère Francis Scrimger, un chirurgien de l'hôpital Royal Victoria. Walter Lyman fait construire son propre chalet en 1922. Il cède la grange de la ferme Michaud à sa belle-sœur, qui la convertit pour en faire le chalet Feindel. Il est vendu en 1955 à la fille de Lymam, Faith Lyman-Feindel. Finalement, le chalet Giblins a été construit en 1947-1948 pour Norris Giblins, professeur de psychologie de l'Université McGill.
C'est à partir des années 1940 que les scouts du séminaire de Rimouski s'installent sur la terre d'Adrien Michaud sous la gouverne de l'abbé Louis-Georges Lamontagne. À la fin des années 1940, l'archevêque de Rimouski, Mgr Georges-Alexandre Courchesne, charge Louis-Georges Lamontagne d'établir une véritable colonie de vacances à Cap-à-L'Orignal. Au cours des années des bâtiments sont construits et une piscine est creusée. Il permet actuellement d'héberger 158 jeunes entre 7 et 13 ans en offrant des activités de plein air tout en accordant une place aux sciences naturelles. Les activités de la colonie sont suspendues en 2012 et des négociations étaient toujours en cours en 2013 avec le gouvernement provincial pour une réouverture éventuelle.
À partir des années 1960, il est question de créer un parc dans le but de rendre accessible ce lieu. Le parc est officiellement créé le 7 novembre 1984 sous le nom de parc de conservation du Bic. En 1992, le parc inaugure son centre de découverte et de services. En 1999, le gouvernement donne la gestion des parcs du Québec méridional à la Société des établissements de plein air du Québec. En 2001, le statut du parc change comme pour tous ceux des autres parcs nationaux du Québec pour « parc national ».

## Art et folklore

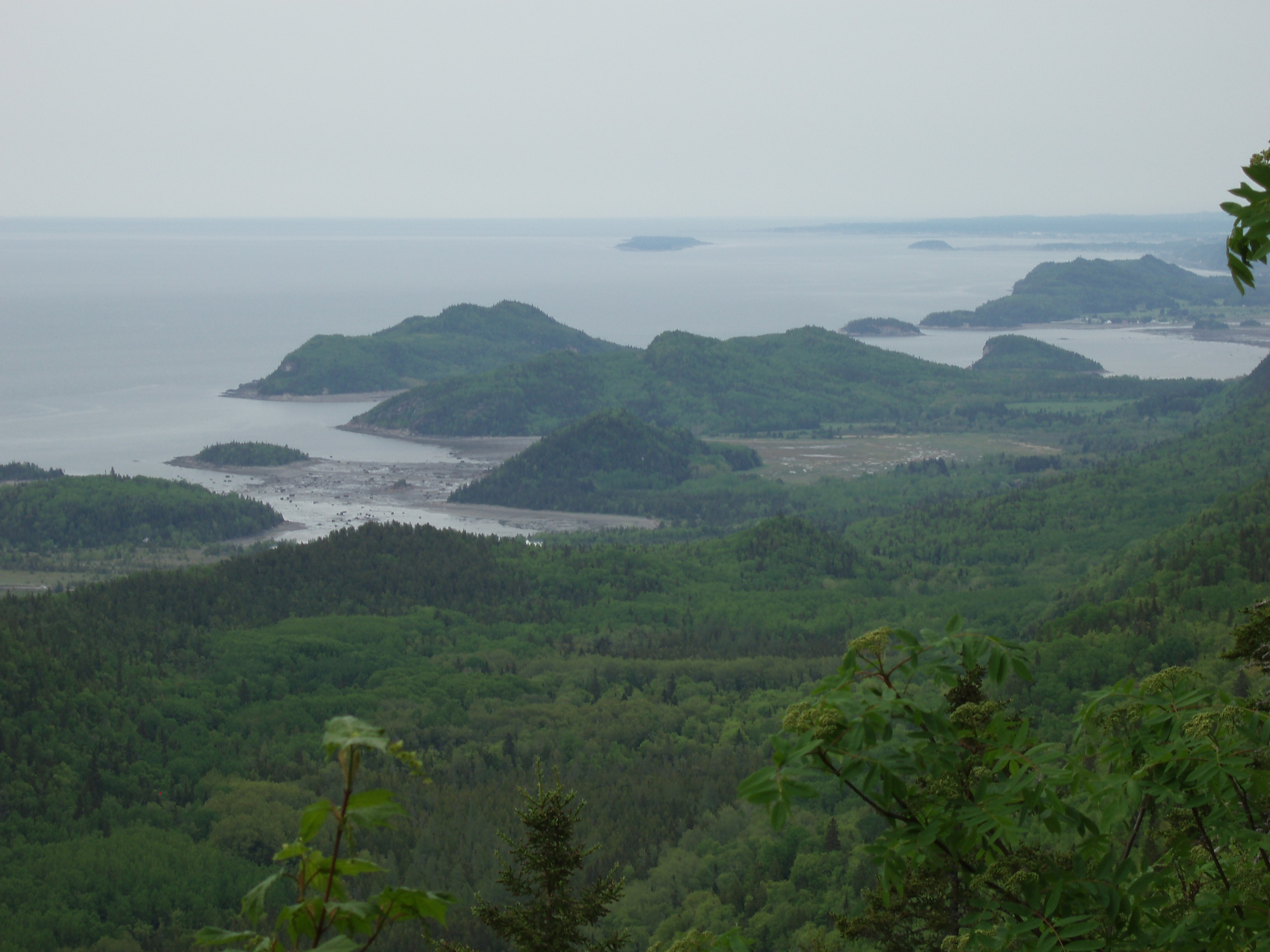
Barres rocheuses, collines du Bic et le fleuve Saint-Laurent. Le Manitou […] décida de renverser son sac à la hauteur du Bic, sur le littoral…

Les Amérindiens, premiers occupants des lieux, ont conservé des légendes liées au Bic. L'une d'entre elles racontait que Manitou, lors de la création du fleuve Saint-Laurent et des terres alentour, y avait distribué les monts et les collines. Lorsqu'il eut terminé sa tournée, il vida ce qui restait dans son sac à l'emplacement du Bic, et ces bouts de terre ont créé le relief pêle-mêle d'îles, de presqu'îles, de falaises et de collines que l'on y retrouve. On attribue également à Manitou d'avoir sauvé de la mort un orignal qui combattait un rival pour les faveurs d'une femelle, et qui aurait été projeté dans le vide par son opposant du haut d'un cap, en lui octroyant la capacité de voler. C'est ainsi, en mémoire de cet événement, qu'aurait été nommé le Cap à l'Orignal.
Une tradition orale associée au Bic veut qu'un groupe de Malécites et de Micmacs ait été surpris par des Iroquois. En tentant de leur échapper, il se seraient cachés dans une grotte de l'île du Massacre. Les Iroquois les ont rapidement trouvés et les ont massacrés jusqu'au dernier.
On associe également à la Baie des Ha! Ha! une légende voulant qu'une voyageuse, portant son enfant, ait décidé de parcourir le rivage du Saint-Laurent pour se rendre à Rimouski, en l'absence de route. Rendue sur la rive d'une baie non loin du Bic, la marée montante la surprit et elle échappa son enfant alors qu'elle tâchait de se maintenir hors de l'eau. Un ha! ha! provenant de la baie se fit entendre et, le lendemain, les vagues continuaient de calmer l'enfant en faisant entendre des ha! ha! sous la forme d'une berceuse.
L'auteure Manon Côté a campé dans le parc national du Bic l'action de son roman pour la jeunesse, Mathilde et le mystère de la Batoche, publié en 2006 et fondé sur les légendes liées au site,.

## Administration et tourisme

Logo du parc.

Le parc du Bic est administré par la Société des établissements de plein air du Québec (SÉPAQ). Celle-ci gère l'offre d'activités et de services ainsi que la protection et la mise en valeur de ces parcs. L'exploitation des ressources naturelles à des fins forestières, minières et énergétiques y est interdite, comme dans tous les parcs du Québec. Le passage d'oléoduc, de gazoduc et de ligne de transport d'énergie est interdit dans le parc, à l'exception des équipements déjà existants. La chasse et le piégeage y sont aussi interdits et la collecte de végétaux strictement réglementée.
Le parc a une fréquentation de 175 000 jours-visites par année. Le parc possède trois terrains de camping totalisant 178 emplacements. Il offre aussi au touriste la possibilité d'être hébergé dans huit yourtes ainsi que des chalets. Durant l'hiver, il est aussi possible de se loger dans un camp rustique.
Le parc possède un réseau de sentiers de randonnée pédestre de 25 km, dont une partie, le long du littoral, n'est pas aménagée . Le réseau de piste cyclable est de 15 km. La piste cyclable traversant le parc d'est en ouest fait partie de la route Verte 1, qui permet de joindre Rivière-du-Loup et Rimouski par vélo. Il est aussi possible de faire du kayak de mer, de l'observation de la faune et de faire une visite guidée du parc en minibus. Durant l'hiver, 30 km de sentiers sont ouverts à la randonnée en raquette, 20 km sont aménagés pour le ski nordique et 5 km de sentiers sont damés pour la randonnée pédestre.

## Galerie

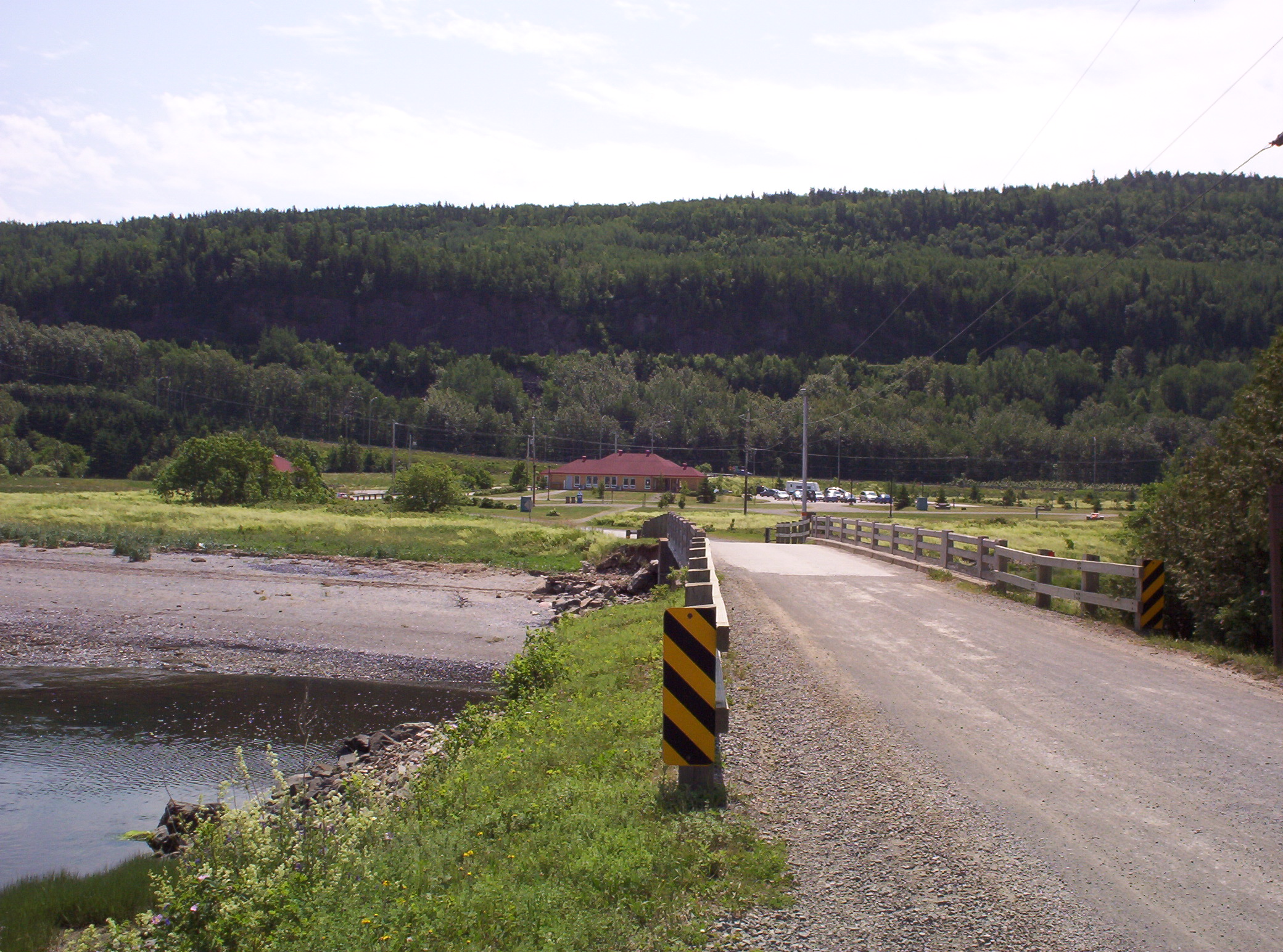
Vue de l'accueil du parc
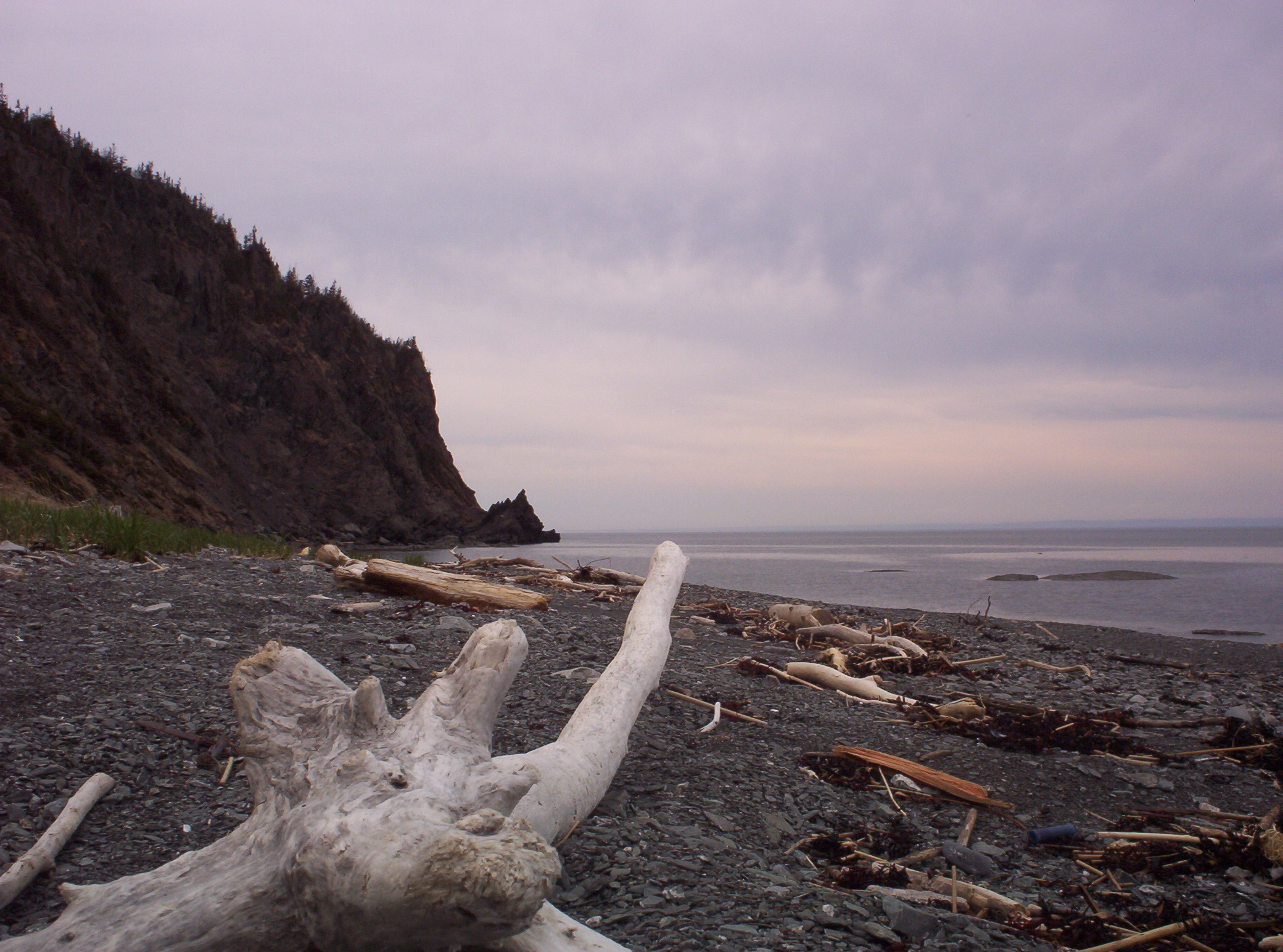
Vue du Cap-à-l'orignal
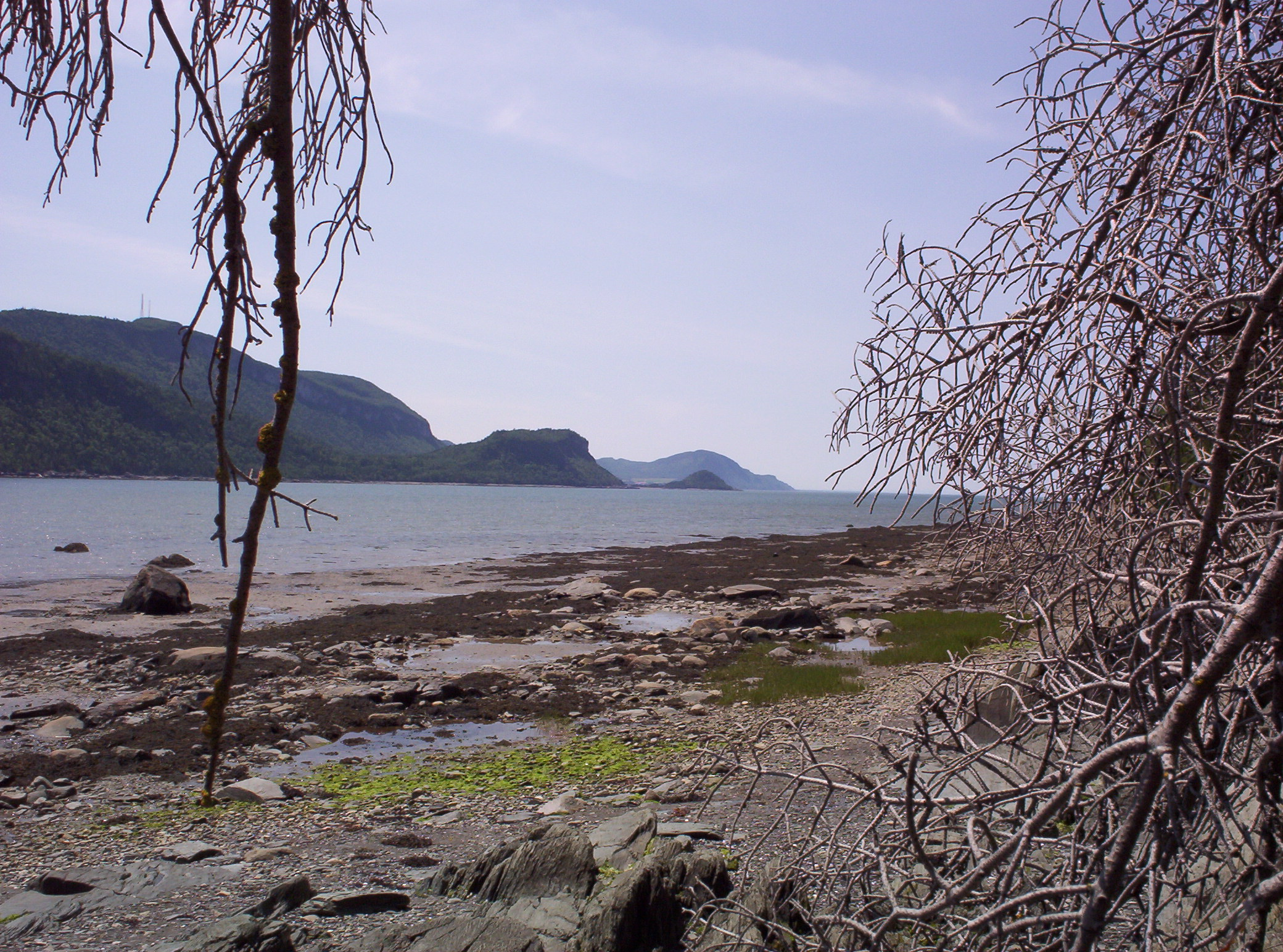
La baie du Ha! Ha! à marée basse
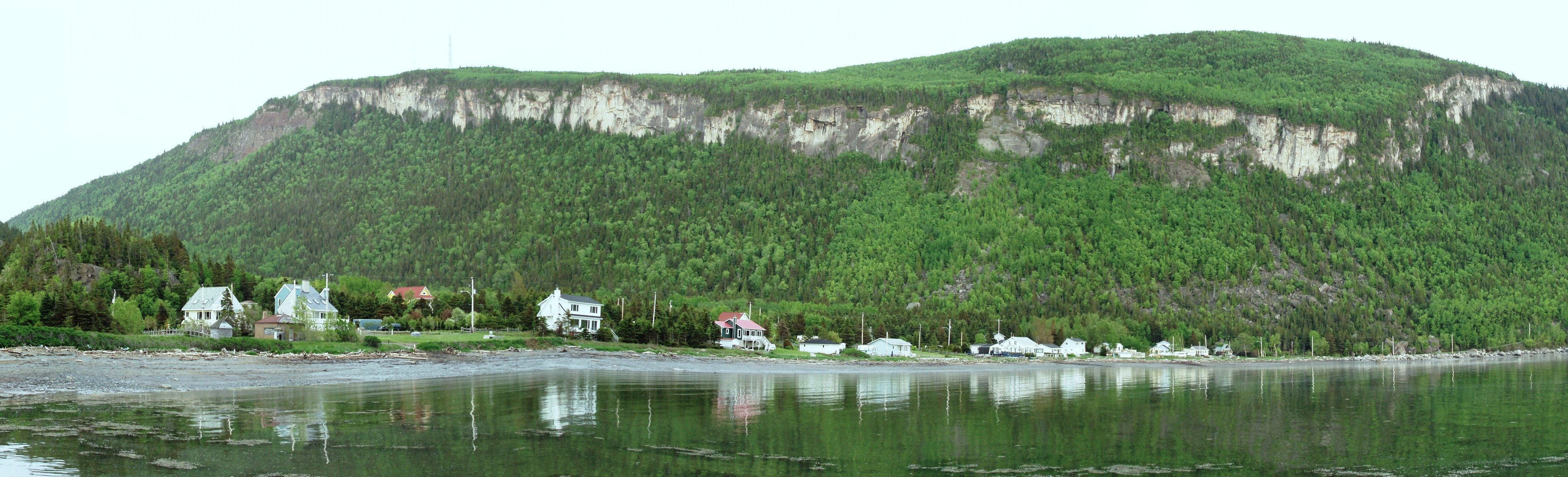
Le Pic Champlain vu du nord-ouest
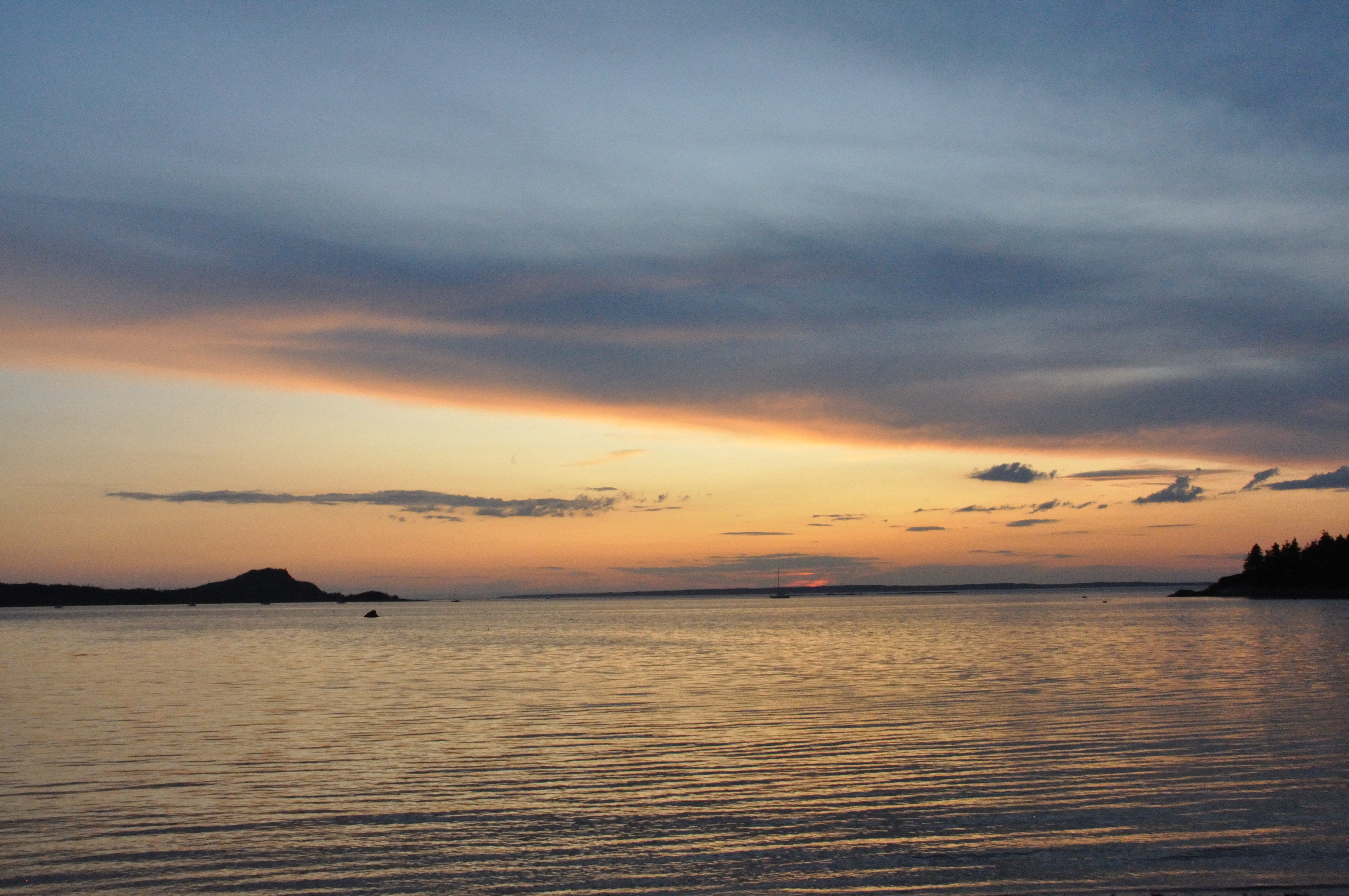
Coucher de soleil au Parc national du Bic
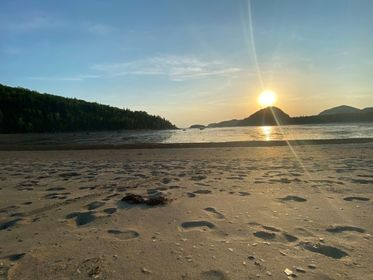
Parc national du Bic au lever du soleil
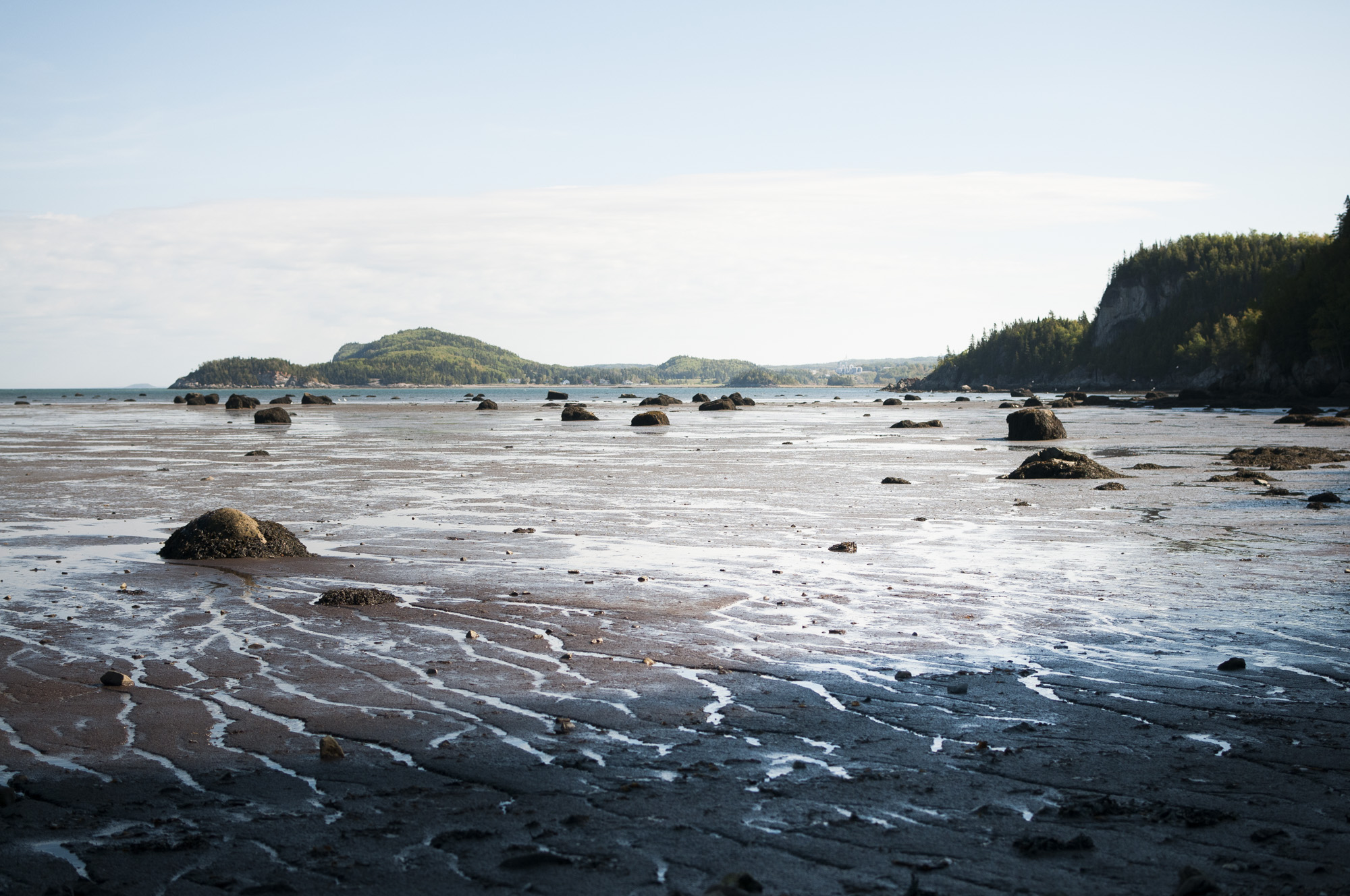
Parc du Bic à marée basse (septembre 2015)
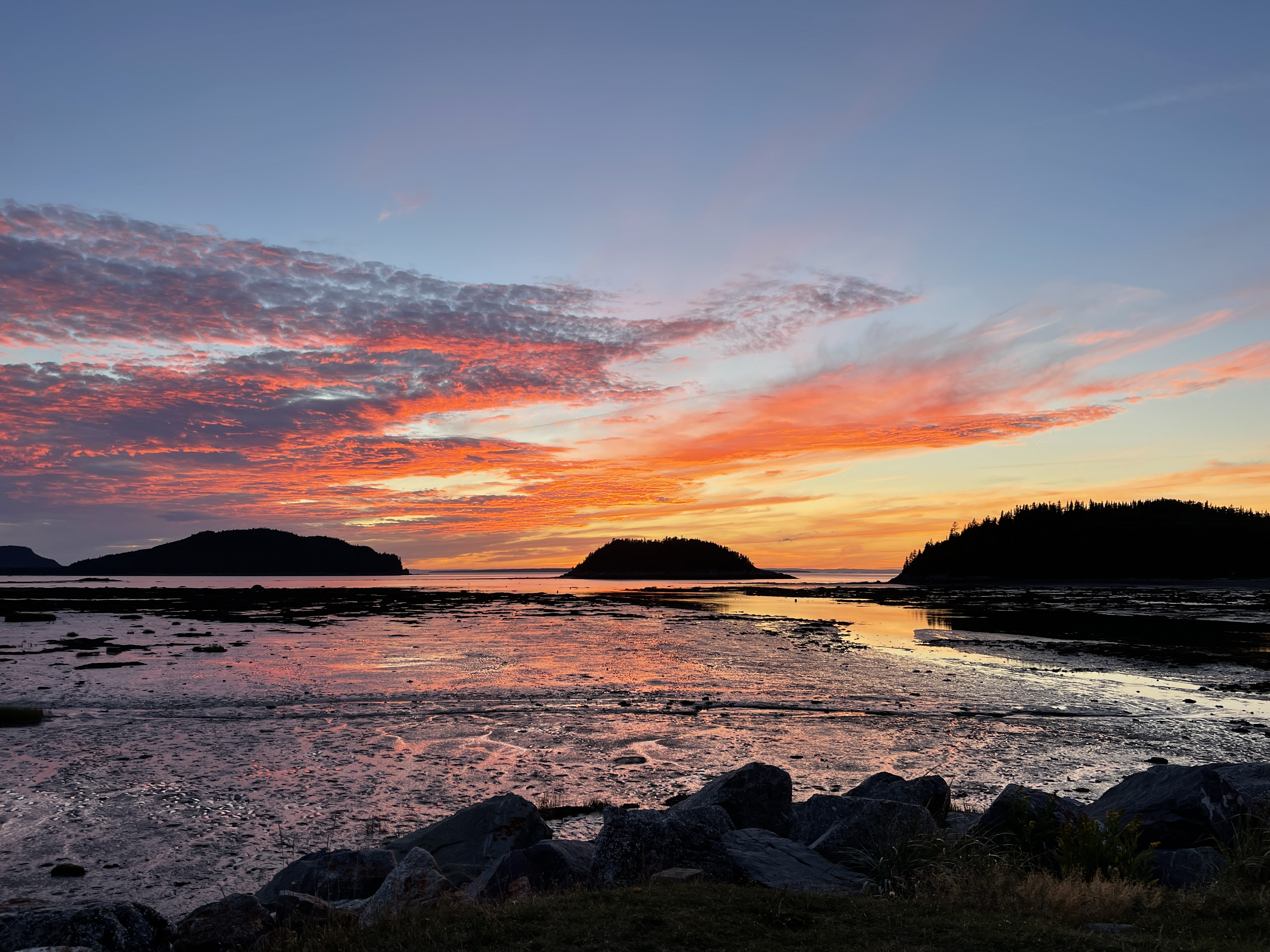
Embouchure de la rivière du Bic, îles Brûlée, du Massacre, caps, montagnes, rochers et limon (2022).

### Lecture suggérée
- Henri Dorion et Pierre Lahoud, Lieux de légendes et de mystère du Québec, Montréal, Québec, Les Éditions de l'Homme, 2009, 254 p. (ISBN 978-2-7619-2625-6)
- Josée Forest, Marlène Dionne et Denise Mondou, Parc national du Bic : Synthèse des connaissances, Sépaq, 2006, 221 p.
- Raymonde Pomerleau, Parc du Bic : Plan directeur, Québec, Ministère du Loisir, de la Chasse et de la Pêche, 1987, 210 p.